# Emmerson Mnangagwa
Emmerson Dambudzo Mnangagwa (n. 15 septembrie 1942, Zvishavane, Provincia Midlands, Zimbabwe) este un revoluționar și om politic din Zimbabwe care ocupă funcția de președinte al Zimbabwe din 24 noiembrie 2017. Membru al ZANU–PF și aliat pentru mult timp al fostului președinte Robert Mugabe, el a deținut o serie de portofolii în guvern și a fost vicepreședinte al lui Mugabe până în noiembrie 2017, când a fost demis înainte de a ajunge la putere spre finalul anului. El și-a asigurat primul mandat complet ca președinte în alegerile generale din 2018.
Mnangagwa s-a născut în 1942 în Zvishavane, Rhodesia de Sud, într-o familie de etnie Shona. Părinții lui erau fermieri, iar în anii 1950 el și familia sa au fost obligați să se mute în Rhodesia de Nord din cauza activismului politic al tatălui său. Acolo a devenit activ în politica anti-colonială, iar în 1963 s-a alăturat nou formatei Zimbabwe African National Liberation Army, aripa militantă a Zimbabwe African National Union (ZANU). S-a întors în Rhodesia în 1964 ca lider al „Crocodile Gang”, un grup care a atacat fermele deținute de albi din Înălțimile Estice. În 1965, a bombardat un tren lângă Fort Victoria (acum Masvingo) și a fost închis timp de zece ani, după care a fost eliberat și deportat în Zambia independentă. La un moment dat, se spune că a studiat dreptul la Universitatea din Zambia și a practicat avocatura timp de doi ani înainte de a pleca în Mozambic pentru a se alătura ZANU. (Nu există dovezi de la foști colegi de clasă și nici de la profesori că Mnangagwa a studiat vreodată dreptul.) În Mozambic, el a fost desemnat asistent și gardă de corp al lui Robert Mugabe și l-a însoțit la Acordul din Lancaster House care a dus la recunoașterea independenței Zimbabwe în 1980.
După independență, Mnangagwa a deținut o serie de funcții în cabinetele lui Mugabe. Din 1980 până în 1988, a fost primul ministru al securității statului și a supravegheat Organizația Centrală de Informații. Rolul său în masacrele Gukurahundi, în care mii de civili Ndebele au fost uciși în timpul mandatului său, este controversat. Mnangagwa a fost ministru al justiției, afacerilor juridice și parlamentare din 1989 până în 2000 și apoi președinte al Parlamentului din 2000 până în 2005, când a fost retrogradat în funcția de ministru al locuințelor rurale pentru că si-a anunțat în mod deschis intenția de a-i succeda lui Mugabe. A reintrat în grațiile lui Mugabe la alegerile generale din 2008, în care a condus campania acestuia, orchestrând violența politică împotriva partidului de opoziție Mișcarea pentru Schimbarea Democratică - Tsvangirai. Mnangagwa a fost ministru al apărării din 2009 până în 2013, când a devenit din nou ministru al justiției. De asemenea, a fost numit prim vicepreședinte în 2014 și a fost considerat pe scară largă un candidat de frunte pentru a-i succeda lui Mugabe.
Ascensiunii lui Mnangagwa i s-a opus soția lui Mugabe, Grace Mugabe, și facțiunea sa politică Generation 40. Mugabe l-a demis pe Mnangagwa din funcțiile sale în noiembrie 2017 și acesta a fugit în Africa de Sud. Curând după aceea, generalul Constantino Chiwenga, susținut de elemente ale forțelor de apărare din Zimbabwe și membri ai facțiunii politice Lacoste a lui Mnangagwa, a lansat o lovitură de stat. După ce a pierdut sprijinul ZANU – PF, Mugabe a demisionat, iar Mnangagwa s-a întors în Zimbabwe pentru a prelua președinția.
Mnangagwa este poreclit „Garwe” sau „Ngwena”, ceea ce înseamnă „crocodilul” în limba shona, inițial pentru că acesta era numele grupului de gherilă pe care l-a înființat, dar mai târziu datorită priceperii sale politice. Facțiunea din cadrul ZANU – PF care îl susține se numește Lacoste după compania franceză de îmbrăcăminte al cărei logo este un crocodil. În provincia natală Midlands este cunoscut sub numele de „Nașul”.
Mnangagwa a fost inclus în revista Time ca una dintre cele mai influente 100 de personalități din 2018.